# Kistufell (berg i Island, Västlandet)
Kistufell är ett berg i republiken Island. Det ligger i regionen Västlandet, 110 km nordväst om huvudstaden Reykjavík. Toppen på Kistufell är 723 meter över havet.
Runt Kistufell är det mycket glesbefolkat, med 2 invånare per kvadratkilometer. Närmaste större samhälle är Ólafsvík, omkring 14 kilometer väster om Kistufell. Trakten runt Kistufell består i huvudsak av gräsmarker.